# Куцеволовская волость
Куцеволовская волость — административно-территориальная единица Верхнеднепровского уезда Екатеринославской губернии.
По состоянию на 1886 год насчитывала 2 поселения, 2 сельские общины. Население 5604 человека (2972 мужского пола и 2632 женского), 985 дворовых хозяйств.
| Собственность  | Площадь (в т. ч. пахотной) |
| -------------- | -------------------------- |
| Сельских общин | 7984 (5047)                |
| Частная        | 783 (153)                  |
| Другая         | 153 (123)                  |
| Всего          | 8920 (5323)                |

Наибольшие поселения:
- Куцеволовка (Вороновка) — село над Днепром в 47 верстах от уездного города, 2241 человек, 402 двора, православная церковь, школа, дом для этапного помещения, почтовая станция, 5 лавок.
- Дериевка — село над Днепром, 3363 человека, 583 двора, православная церковь, этапное помещение, почтовая станция, 4 лавки, 3 ярмарки.